# Favour Ashe
Favour Oghene Tejiri Ashe (* 28. April 2002 in Ughelli) ist ein nigerianischer Leichtathlet, der sich auf den Sprint spezialisiert hat.

## Sportliche Laufbahn
Erste internationale Erfahrungen sammelte Favour Ashe im Jahr 2021, als er bei den U20-Weltmeisterschaften in Nairobi mit 11,00 s in der ersten Runde im 100-Meter-Lauf ausschied. Anschließend zog er in die Vereinigten Staaten und begann dort ein Studium an der University of Tennessee. Im Jahr darauf erreichte er bei den Weltmeisterschaften in Eugene das Halbfinale über 100 Meter und schied dort mit 10,12 s aus und wurde zudem mit der nigerianischen 4-mal-100-Meter-Staffel in der Vorrunde disqualifiziert. Anschließend schied er auch bei den Commonwealth Games in Birmingham mit 10,24 s im Semifinale über 100 Meter aus und gewann mit der Staffel in 38,81 s gemeinsam mit Udodi Onwuzurike, Alaba Akintola und Raymond Ekevwo die Bronzemedaille hinter den Teams aus England und Trinidad und Tobago. 2023 wurde er bei den Weltmeisterschaften in Budapest in der ersten Runde über 100 Meter disqualifiziert und schied mit der Staffel mit 38,20 s im Vorlauf aus. Im Jahr darauf schied er bei den Olympischen Sommerspielen in Paris mit 10,08 s im Halbfinale über 100 Meter aus und verpasste mit der Staffel mit 38,20 s den Finaleinzug.
2022 wurde Ashe nigerianischer Meister im 100-Meter-Lauf sowie in der 4-mal-100-Meter-Staffel.

## Persönliche Bestleistungen
- 100 Meter: 9,94 s (+1,4 m/s), 24. Mai 2024 in Lexington
  - 60 Meter (Halle): 6,51 s, 11. März 2022 in Birmingham